# Вільний модуль
Вільний модуль — модуль M над кільцем R (як правило, вважається асоціативним з одиничним елементом), якщо він або є нульовим, або має базис. У випадку коли R є полем довільний векторний простір є вільним модулем. Для загальних кілець натомість існують модулі, що не є вільними.

## Означення
Вільним модулем називається модуль, що має базис тобто множину {\displaystyle E\subseteq M}, для якої виконуються умови:
1. {\displaystyle E} є породжуючою множиною {\displaystyle M}; тобто кожен елемент {\displaystyle x\in M} є скінченною сумою {\displaystyle x=\sum _{i=1}^{n}x_{i}e_{i}} де {\displaystyle e_{i}\in E,} а {\displaystyle x_{i}\in R};
2. {\displaystyle E} є лінійно незалежною, тобто {\displaystyle r_{1}e_{1}+r_{2}e_{2}+\cdots +r_{n}e_{n}=0_{M}} для різних елементів {\displaystyle e_{1},e_{2},\ldots ,e_{n}} що належать {\displaystyle E} тоді і лише тоді, коли {\displaystyle r_{1}=r_{2}=\cdots =r_{n}=0_{R}} (де {\displaystyle 0_{M}} є нульовим елементом в {\displaystyle M,} а {\displaystyle 0_{R}} є нульовим елементом в {\displaystyle R}).

## Властивості
- Вільний модуль може мати два скінченних базиси, що складаються з різної кількості елементів. Так як в цьому випадку модуль M буде ізоморфним як Rm так і Rn, де m ≠ n, то цей випадок можливий тоді і тільки тоді, коли над кільцем R існують матриці A розмірності m×n і B розмірності n×m, такі, що AB = Im і BA = In, де Im і In  — одиничні квадратні матриці. Зрозуміло, що в разі, коли кільце R допускає гомоморфізм в тіло (це буде так, наприклад, у випадку комутативних кілець і кілець Нетер), дана ситуація неможлива через властивості рангу матриці. У цьому випадку число елементів базису називається рангом модуля M. Для векторного простору ранг простору є його розмірністю.
- Якщо модуль має нескінченний базис, то всі такі базиси мають однакову потужність.
- Скінченнопороджений модуль є вільним тоді і тільки тоді коли він є плоским.
- Якщо (Mi)i є сім'єю вільних модулів над R, то їх пряма сума ⊕i Mi  є вільним модулем над R.
- Для вільних модулів M і N  над кільцем R їх тензорний добуток M ⊗ N , множина лінійних відображень HomR(M, N) та двоїстий модуль HomR(M, R) є вільними модулями.

## Приклади
- Нульовий модуль (тобто модуль єдиним елементом якого є нуль) прийнято вважати вільним модулем з базисом рівним пустій множині.
- Саме кільце R, що розглядається як лівий модуль над собою, очевидно має базис, що складається з єдиного одиничного елемента кільця, а кожен модуль з скінченним базисом з n елементів є ізоморфним прямій сумі R n кілець R, що розглядаються як модулі.
- Будь-яка абелева група є модулем над кільцем цілих чисел {\displaystyle \mathbb {Z} .} Вільні абелеві групи є прикладом вільних модулів.
- Для {\displaystyle 1<n\in \mathbb {N} }, {\displaystyle \mathbb {Z} }-модуль {\displaystyle \mathbb {Z} /n\mathbb {Z} } не є вільним. {\displaystyle \mathbb {Z} }-модуль {\displaystyle \mathbb {Q} } є модулем без кручень але не є вільним.
- Кільце многочленів {\displaystyle \textstyle R[X]} над кільцем {\displaystyle R} є вільним модулем збазисом {\displaystyle (X^{i}|i\in \mathbb {N} )}.
- Для довільної множини E, можна побудувати вільний R-модуль, базисом якого є множина E. Він називається модулем формальних лінійних комбінацій елементів E, або вільним модулем над E і позначається як R(E).

Для скінченної підмножини {X1, ..., Xn}  елементів з E, формальною лінійною комбінацією елементів X1, ..., Xn називається вираз
a1X1 + ··· + anXn,
де всі ai належать кільцю R.
Якщо деякий ai дорівнює нулю, формальна лінійна комбінація вважається рівною комбінації, що отримується вилученням цього доданку.
Множина формальних лінійних комбінацій має природну структуру модуля, для якого множина E є базисом.

## Універсальна властивість
Відображення включення {\displaystyle \iota :E\to R^{(E)}} задовольняє таку універсальну властивість: для довільного відображення {\displaystyle \varphi :E\to M} з множини E в R-модуль M, існує єдиний гомоморфізм модулів {\displaystyle \psi :R^{(E)}\to M}, для якого {\displaystyle \varphi =\psi \circ \iota }.
Ця властивість характеризує R(E) з точністю до ізоморфізму. Відображення {\displaystyle \iota :E\to R^{(E)}} можна продовжити до функтора з категорії множин в категорію R-модулів.

## Узагальнення
Деякі теореми про вільні модулі залишаються вірними і для більш широких класів кілець. Проєктивні модулі — за визначенням є прямими доданками деякого вільного модуля, тому для доведення твердження про проєктивні модулі можна розглянути його вкладення у вільний модуль і скористатися базисом. Ще більш широкими узагальненням  є плоскі модулі, які можна уявити як індуктивна границя скінченнопороджених вільних модулів, і модулі без кручень.